# Yang Fangxu
Yang Fangxu, född 6 oktober 1994 i Shandong, är en kinesisk volleybollspelare. Hon blev olympisk guldmedaljör i volleyboll vid sommarspelen 2016 i Rio de Janeiro.